# Drosophila sargakhetensis
Drosophila sargakhetensis este o specie de muște din genul Drosophila, familia Drosophilidae, descrisă de Joshi, Fartyal și Singh în anul 2005. Conform Catalogue of Life specia Drosophila sargakhetensis nu are subspecii cunoscute.